# Јосип Бабин
Јосип Бабин Бепо (Каштел Стари, код Сплита, 21. јануар 1915 — Сплит, 14. март 1982) био је учесник Народноослободилачке борбе и генерал-потпуковник ЈНА.

## Биографија
Након пучке школе учио је занат у војној бази у Дивуљама. Због напредних револуционарних идеја 1934. остао је без посла и отишао у Београд, али већ у јесен 1935. вратио се у Каштела, где је постао члан КПЈ, а ускоро и члан Месног комитета.
Народноослободилачкој борби прикључио се августа 1941. године. Био је помоћник политичког комесара Мосећког батаљона а од 12. септембра 1943. командант Четврте далматинске (сплитске) бригаде. На тој функцији остао је месец дана и истакао се у борбама за Сплит. Од априла 1944. године био је командант Треће далматинске бригаде која је учестовала у ослобођењу Ливна, а током десанта на Дрвар маја исте године извео је ванредном брзином марш бригаде од 80 км да би помогао одбрани Врховног штаба. Од 1945. био је начелник штаба Девете далматинске ударне дивизије и учествовао у ослобађању острва и обалног појаса северног Јадрана те Истре с Трстом.
После рата завршио је Вишу војну академију ЈНА (1950) и Курс оператике у Ратној школи (1961) те био командант дивизије, затим на штабним функцијама у корпусу и армији. Пензионисан је 1965. године.
Преминуо је 14. марта 1982. године у Сплиту, где је и сахрањен.
Носилац је Партизанске споменице 1941, Ордена братства и јединства са златним венцем и других одликовања.